# Valåsen station
För andra betydelser, se Valåsen (olika betydelser).
Valåsen station var en järnvägsstation i Valåsen i östra Karlskoga vid Valåsens bruk som öppnade 1876. Persontrafiken upphörde 1924 men området används för godstrafik.
Stationen som tidigare låg på linjen Vikern–Möckelns Järnväg, fick en ny anslutning med en normalspårig fyra kilometer lång järnväg till Bofors på Nora–Karlskoga Järnväg, när Vikern–Möckelns Järnväg lades ned 1907.